# Nazila Ghanea

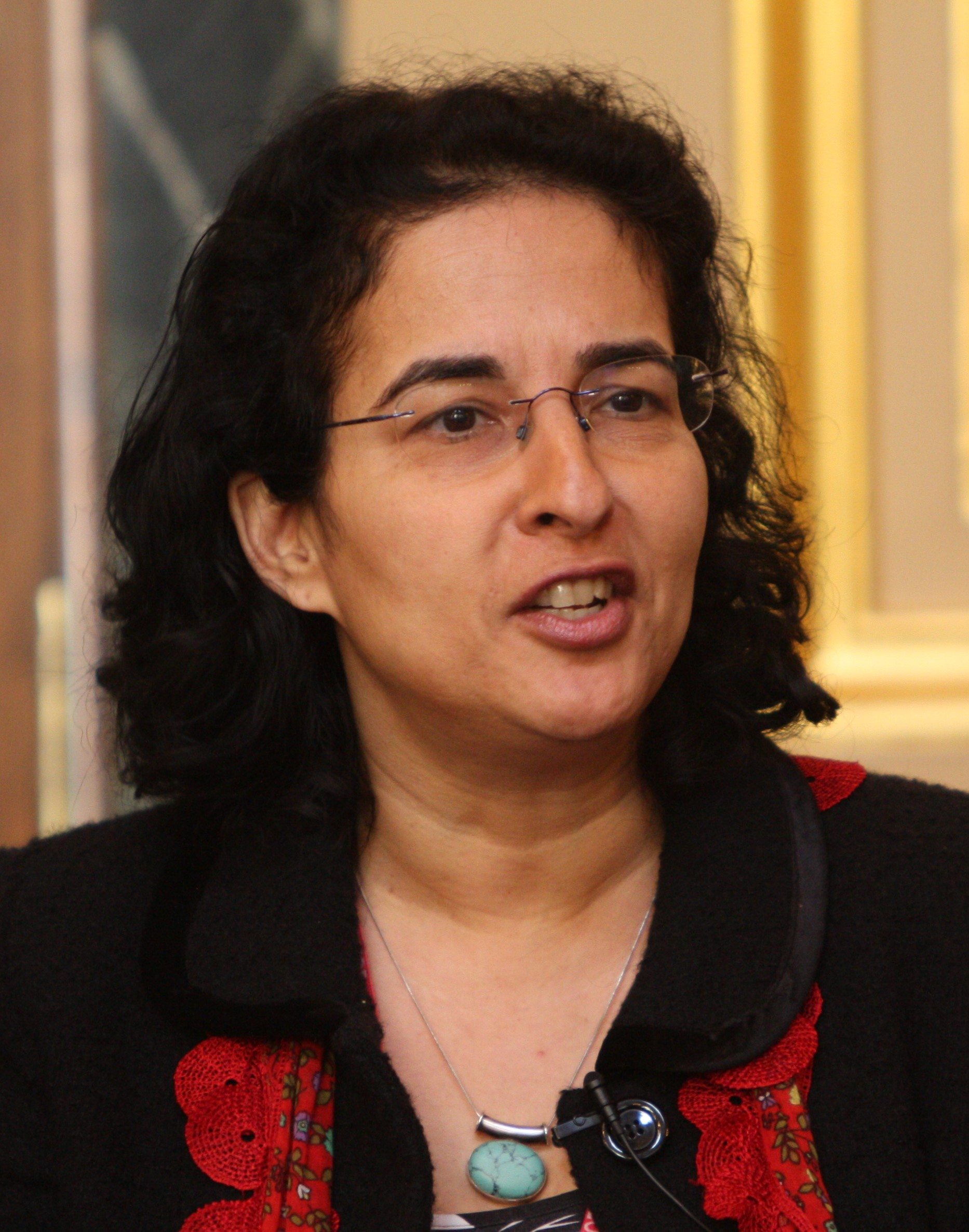
Nazila Ghanea (2015)

Nazila Ghanea (persisch نازیلا غنا; * vor 1993) ist eine iranische Juristin, Hochschullehrerin und Menschenrechtsexpertin. Seit 2022 ist sie UN-Sonderberichterstatterin für Religions- oder Glaubensfreiheit.

## Herkunft und Ausbildung
Nazila Ghanea absolvierte einen B.A.-Studiengang an der Keele University, erwarb M.A.-Abschlüsse an den Universitäten in Leeds und Oxford und promovierte an der Keele-University in Rechtswissenschaften.

## Karriere
Ghanea arbeitet seit 2007 an der University of Oxford, sie ist heute dort Professorin für Internationale Menschenrechte, außerdem stellvertretende Direktorin des Oxford Human Rights Hub und Fellow des Kellogg Colleges. 
Von 1993 bis 1994 war sie als Dozentin in der Volksrepublik China tätig. Sie war Senior Lecturer an der University of London (2000–2006), war Mitglied eines Projektes, das Religion und Weltanschauung in England und Wales erforschte (2010–2013) und Ko-Leiterin eines Forschungsteams, das die nationalen Auswirkungen der Ratifizierung von UN-Verträgen in den Ländern des Golf-Kooperationsrates untersuchte (2012–2014). Über die Jahre war sie als Gastwissenschaftlerin an einer Vielzahl von Institutionen wie der Columbia University und der New York University tätig.
Sie forscht und publiziert auf dem Gebiet des internationalen Menschenrechtsrechts, insbesondere der Religions- und Glaubensfreiheit, der Frauenrechte, der Minderheitenrechte und der Menschenrechtssituation im mittleren Osten (u. a. Feldstudien in Malaysia, Katar und den Vereinigten Arabischen Emiraten). Ihre akademische Expertise bringt sie als Beraterin für zahlreiche staatliche und nichtstaatliche Organisationen in die nationale wie internationale Menschenrechtspraxis ein (u. a. UK Arts and Humanities Research Board, the UK Economic and Social Research Council, Open Society, Qatar National Research Fund (QNRF), UNESCO, OSZE, Commonwealth, Europarat und Europäische Union).
Sie ist Mitverfasserin eines 700-seitigen Standardwerks für Internationales Recht im Bereich der Religions- und Weltanschauungsfreiheit.

## Positionen
„Meine Arbeit konzentriert sich auf die Religions- und Weltanschauungsfreiheit auf der Grundlage der internationalen Menschenrechtsnormen", sagte Ghanea. „Dies ist ein weites Feld und umfasst die Gedanken-, Gewissens-, Religions- und Glaubensfreiheit. Meine Arbeit wird sich mit dem Recht aller Menschen befassen, ihre eigene Religion oder Weltanschauung zu haben, ihre Überzeugungen zu ändern und ihre Überzeugungen zu bekunden und zu teilen. Dieses Recht wird durch Artikel 18 des Internationalen Pakts über bürgerliche und politische Rechte garantiert, der von 173 Ländern, darunter auch dem Iran, unterzeichnet wurde, und daher sind diese Länder verpflichtet, diese Rechte zu achten.“ (Nazila Ghanea)
Ghanea betont, dass die Religions- und Weltanschauungsfreiheit nicht erlaubt, die Rechte anderer zu verletzen, weder als Einzelperson noch als Staat. So könne aus ihr beispielsweise nicht abgeleitet werden, dass der Zugang zur Abtreibung oder zur gleichgeschlechtlichen Ehe jemandes Freiheit bedrohe. Auch lasse sich durch sie keinerlei Form von Diskriminierung legitimieren. Die Religions und Weltanschauungsfreiheit dürfe nicht mit dem „Recht auf Religion“ als solchem gleichgesetzt werden.

## Sonstige Aufgaben
- Mitglied des Experten-Panels der OSZE für Religions- und Glaubensfreiheit[1]
- Vorstandsmitglied des unabhängigen Thinktanks Universal Rights Group[1]
- Gründungsherausgeberin und heute Mitherausgeberin des International journal of Religion and Human Rights
- Mitglied des wissenschaftlichen Beirats des Oxford Journal of Law and Religion

## Ehrenamtliche Tätigkeit
Seit dem 1. August 2022 ist Nazila Ghanea auf Vorschlag Omans und mehrerer NGOs als Nachfolgerin des Malediviers Ahmed Shaheed ehrenamtliche UN-Sonderberichterstatterin für Religions- und Glaubensfreiheit im Auftrag des UN-Menschenrechtsrats.

## Auszeichnungen
- 2018 Senior Alberigo Award der Fondazione per le scienze religiose Giovanni XXIII[5]

## Publikationen (Auswahl)
- mit Cali B und Jones B: »Big Promises, Small Gains: Domestic Effects of Human Rights Treaty Ratification in the Member States of the Gulf Cooperation Council« 2016 in 38 Human Rights Quarterly 21
- mit Heiner Bielefeldt und Michael Wiener: »Freedom of Religion or Belief - An International Law Commentary« 2016 ISBN 9780198703983
- mit Paul Weller et al.: »Religion or Belief, Discrimination and Equality« Bloomsbury Publishing, 2013 ISBN 9781441166203
- mit Binesh Hass: »Seeking justice and an end to neglect. Iran’s minorities today« Minority Rights Group International, London, 2011
- »Human rights, the UN and the Bahá’ís in Iran« George Ronald/Kulwer Law International, Oxford/Den Haag, 2002, ISBN 978-0-85398-479-5